# Isle of Mull Railway

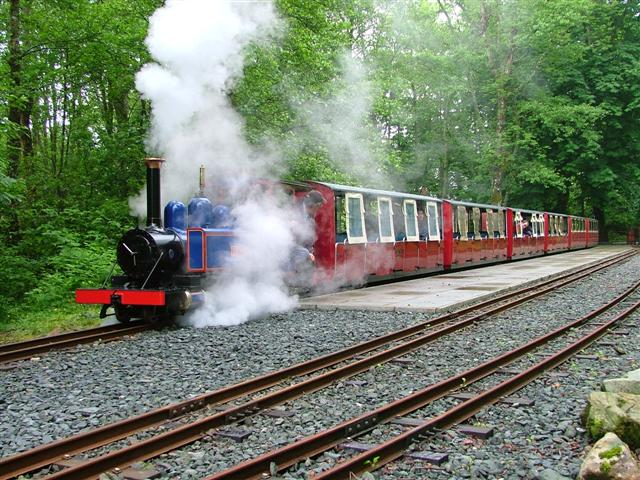
Treno passeggeri a vapore in sosta

Isle of Mull Railway è stata una ferrovia turistica a scartamento ridotto 10¼" (260 mm) a binario singolo lunga 1¼ miglia che ha collegato il porto di Craignure con il castello di Torosay sull'isola di Mull nelle Ebridi Interne scozzesi. La ferrovia è stata inaugurata il 22 giugno 1984 ed è stata chiusa all'esercizio il 28 ottobre 2010.
Ha trasportato da 20.000 ai 30.000 passeggeri paganti l'anno. Fu l'unica ferrovia per il trasporto passeggeri su un'isola scozzese.

## Materiale rotabile
Il parco rotabili consisteva in sei locomotive, di cui tre diesel e tre a vapore, dodici carrozze a carrelli e tre carri scoperti.

### Locomotive a vapore
- Lady of the Isles locotender con rodiggio 2-6-4T costruita nel 1981; è stata impiegata sulla Suffolk Miniature Railway a Kessingland, (Suffolk) prima di entrare in servizio per la Isle of Mull Railway.
- Victoria locotender con rodiggio 2-6-2T costruita da Mouse Boiler Works nel 1993 sulla base delle locomotive Baldwin NA utilizzate sulla Puffing Billy Railway, Australia.
- Waverley locomotiva a tender separato rodiggio 4-4-2 costruita da David Curwen nel 1948; originariamente chiamata Black Prince era utilizzata sulla ferrovia di Weymouth, Dorset; dal 2008 ha ricevuto la livrea verde mela della LNER

### Diesel
- Frances locomotiva diesel-idraulica, rodiggio Bo-Bo costruita nel 1999 da Mouse Boiler Works; motore diesel Perkins 1000; peso 2 tonnellate. Attualmente fuori servizio
- Glen Audlyn, locomotiva diesel-idraulica, rodiggio BB, motore diesel Perkins 4108; costruita Mull by Bob Davies in 1986.
- The Green Diesel locomotiva diesel-meccanica cambio a 8 marce; dal punto di vista estetico ricorda la classe 26 delle British Railway originariamente in servizio sulla Great Central Railway, Loughborough

### Vetture passeggeri
Le carrozze passeggeri appartengono a 4 serie, MK I, MK II (a giardiniera), MKII B2 (attrezzata per il trasporto dei passeggeri diversamente abili), MKIII (chiusi con finestrini abbassabili).